# Q4OS
Q4OS est une distribution Linux légère qui se propose comme substitut à Windows, dont elle reprend fortement l'apparence. Son intérêt est de pouvoir être installée depuis Windows, dont elle peut partager les fichiers, sans avoir à le désinstaller. Elle supporte les architectures x86, x86-64 et aussi ARM, donc en particulier le Raspberry Pi.
Son installation ne demande pas de compétence système particulière. Si on est usuellement en Windows 10, Q4OS peut être lancé à tout moment par l'option de démarrage alternatif de ce système (Paramètres, Récupération, Démarrage avancé). Cela permet de bénéficier sans machine virtuelle d'un Linux complet sans passer par la surcouche Windows de WSL ou WSL 2.

## Origine et composition
Q4OS est d'origine allemande, à base Debian Elle propose deux gestionnaires de bureau, Trinity pour les configurations légères ou KDE Plasma pour les machines un peu plus puissantes. Elle utilise systemd.
Livrée avec un ensemble de programmes de base. elle dispose de trois applications distinctes et compatibles d'installation de logiciels additionnels, selon le degré d'expérience de l'utilisateur, les deux premières, dont Discover, ayant des allures de Windows Store, la troisième - plus puissante - étant Synaptic. 
Son composant xpq4 permet de lui donner les apparences, aux choix, de Windows 10, Windows 8, Windows 7 ou Windows XP.